# Ituren
Ituren è un comune spagnolo di 467 abitanti situato nella comunità autonoma della Navarra.